# Köhnə Xaçmaz
Köhnə Xaçmaz è un comune dell'Azerbaigian situato nel distretto di Xaçmaz. Conta una popolazione di 3.358^ abitanti.